# Franciszek Górek
Franciszek Górek (ur. 3 kwietnia 1882 roku w Rostkowicach, zm. 18 lipca 1942 roku w Dachau) – polski ksiądz katolicki, długoletni proboszcz parafii św. Mikołaja w Bujakowie (w latach 1922-1942), popularyzator wiedzy rolniczej, inicjator elektryfikacji Bujakowa i parcelacji dóbr ziemskich.

## Życiorys
Urodził się w Rostkowicach koło Prudnika jako syn Konstantego. Ukończył szkołę elementarną, a następnie uczęszczał do Królewskiego Gimnazjum w Prudniku. W latach 1904–1906 studiował teologię na Uniwersytecie Wrocławskim.
22 czerwca 1907 otrzymał święcenia kapłańskie. Był wikarym kolejno w: Gostomi koło Prudnika (1907), Dąbrowie Niemodlińskiej (1907-1909), Rozmierce (1909-1910), Orzegowie (1910-1911), Dębie (1911-1913) i Rozbarku (1913-1922). W 1922 został początkowo administratorem parafii w Bujakowie, a następnie proboszczem. W latach 1923–1924 przebudował kościół parafialny wznosząc nowe prezbiterium i zastępując drewnianą wieżę konstrukcją murowaną. Zmienił także wystrój świątyni. W 1936 rozpoczął budowę kościoła w Paniówkach.
Franciszek Górek był propagatorem nowoczesnych metod w rolnictwie i sadownictwie. Przekonywał chłopów do stosowania nawozów sztucznych, mechanizacji i szczepienia drzewek. Przyczynił się do elektryfikacji Bujakowa i parcelacji majątków ziemskich pomiędzy chłopów. Był opiekunem młodzieżowej drużyny sportowej. W czasie okupacji został aresztowany 3 września i 17 października 1939 roku. Po raz trzeci aresztowano go 20 stycznia 1942 roku. Został osadzony w więzieniu w Rybniku. 30 stycznia 1942 roku został przewieziony do obozu w Dachau, gdzie zmarł.

## Upamiętnienie
- Jego imieniem nazwano jedną z ulic Bujakowa[2]
- Tablica upamiętniająca zamordowanych księży z diecezji katowickiej znajdująca się wewnątrz archikatedry Chrystusa Króla w Katowicach[3].